# 1933 na arte

## Eventos
- Fundação do Museu Municipal Carlos Reis em Torres Novas, Portugal.
- Tarsila do Amaral pinta a obra Operários, dando início à pintura social brasileira.

## Nascimentos
| Data        | Nome                    | Profissão                       | Nacionalidade  | Observações | Ref |
| ----------- | ----------------------- | ------------------------------- | -------------- | --- | --- |
| 1 de abril  | Dan Flavin              | pintor                          | Estados Unidos | m. 1996 |     |
| 25 de junho | Álvaro Siza Vieira      | arquitecto                      | Portugal       | Prémio Pritzker 1992 Prémio Wolf de Artes 2001 Medalha de Ouro do RIBA 2009 Prémio Mies van der Rohe 1988 Golden Lion 2012 na Bienal de Arquitetura de Veneza |     |
| 9 de julho  | António Quadros         | pintor e poeta                  | Portugal       | m. 1994 |     |
| 13 de julho | Piero Manzoni           | pintor                          | Itália         | m. 1963 |     |
| 18 de julho | Carlos Alberto Santos   | pintor e ilustrador             | Portugal       | |     |
| ??          | James Albert Rosenquist | pintor                          | Estados Unidos | |     |
| ??          | Juan José Balzi         | pintor, ilustrador e desenhista | Argentina      | |     |
| 1 de agosto | Rufo Herrera            | Bandoneonista e compositor      | Argentina      | |     |

## Mortes
| Data           | Nome                      | Profissão | Nacionalidade                              | Observações | Ref |
| -------------- | ------------------------- | --------- | ------------------------------------------ | ----------- | --- |
| 2 de agosto    | Ernesto Ferreira Condeixa | pintor    | Reino Unido de Portugal, Brasil e Algarves | n. 1858     |     |
| 26 de outubro  | José Malhoa               | pintor    | Reino Unido de Portugal, Brasil e Algarves | n. 1855     |     |
| 19 de dezembro | Clara de Resende          | pintora   | Reino Unido de Portugal, Brasil e Algarves | n. 1855     |     |
| ??             | Honório Esteves           | pintor    | Brasil                                     | n. 1860     |     |
| ??             | Robert Vonnoh             | pintor    | Estados Unidos                             | n. 1858     |     |